# Chionaema fukiensis
Chionaema fukiensis là một loài bướm đêm thuộc phân họ Arctiinae, họ Erebidae.